# Bonjeania apluda
Bonjeania apluda är en tvåvingeart som beskrevs av Shaun L. Winterton 2007. Bonjeania apluda ingår i släktet Bonjeania och familjen stilettflugor. Inga underarter finns listade.